# Paljo
Paljo är en sjö i Finland. Den ligger i kommunen Jorois i landskapet Södra Savolax, i den södra delen av landet, 250 km nordost om huvudstaden Helsingfors. Paljo ligger 125,1 meter över havet. Arean är 1 kvadratkilometer och strandlinjen är 6,83 kilometer lång. Sjön  ingår i Vuoksens huvudavrinningsområde.   I omgivningarna runt Paljo växer i huvudsak barrskog.